# Puercoespín (cómic)
Puercoespín es el nombre usado por dos personajes que aparecen en los cómics estadounidenses publicados por Marvel Comics: Alexander Gentry, un diseñador de armas que usa su traje de batalla de puercoespín en un intento de enriquecerse a través del crimen, como uno de los primeros criminales profesionales disfrazados de su generación, y Roger Gocking, un criminal que compró el traje para cometer crímenes, antes de unirse a los Thunderbolts y reformarse, uniéndose a Ben Urich y Jessica Drew como investigadora privada, y como niñera del hijo de esta última, Gerry, antes de finalmente llegar a salir con la misma Jessica.
La encarnación de Alexander Gentry de Puercoespín aparece en la serie de televisión She-Hulk: Attorney at Law (2022), interpretado por Jordan Aaron Ford.

## Historial de publicaciones
El primer Puercoespín, Alexander Gentry, apareció por primera vez en Tales to Astonish #48 (octubre de 1963) y fue creado por Stan Lee y Don Heck.
El segundo Puercoespín, Roger Gocking, apareció por primera vez en Daughters of the Dragon #3 (mayo de 2006) y fue creado por Justin Gray, Jimmy Palmiotti y Khari Evans.

## Biografía ficticia

### Alexander Gentry
Alexander Gentry fue originalmente un científico que trabajó como diseñador de armas para el Ejército de los Estados Unidos. Concibió la idea de diseñar un traje de batalla a imitación de un puercoespín: estaría cubierto con proyecciones en forma de pluma para la defensa. Además, sería capaz de disparar sus púas, o gases, llamas, productos químicos, gránulos que inducen parálisis o armas de tubos en forma de púas, a un oponente. Gentry pasa meses trabajando horas extras para crear su traje de batalla de puercoespín. Está orgulloso de su logro cuando terminó el traje y cree que su invento vale una fortuna. Sin embargo, Gentry también cree que el gobierno no le pagaría a él, uno de sus empleados, prácticamente nada por su creación. Enojado, Gentry decide quedarse con el traje de batalla de puercoespín y usarlo para enriquecerse a través del crimen. Así, Gentry se convirtió en Puercoespín, uno de los primeros criminales profesionales disfrazados de su generación. Hank Pym, el Hombre Hormiga, y su compañera, Janet van Dyne, la Avispa, pronto derrota al puercoespín cuando intenta robar un banco. Sin embargo, Puercoespín escapa. Después de que Pym también asumió los poderes sobrehumanos y la identidad de Giant-Man, Puercoespín regresa para vengarse. Durante la batalla resultante, el Puercoespín consume lo que él cree que es un suero de crecimiento de Giant-Man, pero en cambio lo reduce a un tamaño microscópico.
Finalmente, el efecto de las cápsulas desapareció y el Puercoespín, nuevamente en su tamaño normal, se encuentra entre las muchas amenazas disfrazadas reunidas por el Doctor Doom para interrumpir la boda de Reed Richards y Susan Storm.
Con su confianza en sí mismo aún sacudida por sus fracasos en la lucha contra Giant-Man y Avispa, Puercoespín acepta con entusiasmo la invitación del Conde Nefaria, una figura poderosa en el criminal Maggia, para unirse a su grupo de agentes disfrazados. Entre los agentes de Nefaria se encuentran Hombre Planta, la original Anguila, el original Unicornio y el Espantapájaros, con todos los cuales el Puercoespín también se aliaría en el futuro. El Puercoespín y los otros agentes disfrazados ayudan al Conde Nefaria en su intento de apoderarse de gran parte de Washington D. C. para pedir un rescate. Sin embargo, los X-Men frustran a Nefaria y sus agentes. Una vez más, el Puercoespín escapa de ser hecho prisionero y culpa a Nefaria y a los demás agentes del fracaso del plan de chantaje. Gentry llega a sospechar que, de hecho, él mismo no era adecuado para el papel de "supervillano" que luchaba contra oponentes sobrehumanos.
Puercoespín se alista como miembro de la Brigada de Batroc. Como miembro de la Brigada, Puercoespín lucha sin éxito contra el Capitán América. Meses después, el Puercoespín y sus aliados, Hombre Planta, la original Anguila y el Espantapájaros, van a trabajar para el cerebro criminal enmascarado, el comandante encapuchado, en su ola de crímenes. Una vez más, el Puercoespín choca con el Capitán América y es derrotado.
Convencidos de que son un fracaso, Gentry y Leopold Stryke, la anguila original, buscan la guía del movimiento Celestial Mind Control, que está secretamente dirigido por el alienígena Nebulón. Nebulón enfrenta al Puercoespín y la Anguila contra sus enemigos, Los Defensores, quienes los derrotan a ambos.
Luego, Puercoespín es empleado por el androide Zodiac para participar en una ola de crímenes. Puercoespín es entonces empleado por Justin Hammer para luchar contra Iron Man.
Más tarde, el Puercoespín y un pequeño grupo de cómplices invaden un importante hotel de Manhattan para robar los objetos de valor de su caja fuerte. El Puercoespín decide robar a los ricos asistentes a un desfile de modas en uno de los salones de baile del hotel. El espectáculo está a cargo de Janet van Dyne. Hank Pym, que ahora usa la identidad disfrazada de Yellowjacket, también está presente, al igual que Kyle Richmond, el aventurero Nighthawk. Los héroes derrotan rápidamente a los criminales. Puercoespín siente humillación al ser derribado por oponentes del tamaño de insectos.
El Puercoespín luego aparece como uno de un gran conjunto de criminales disfrazados organizados por las versiones originales de Libra y Sagitario del zodiaco androide. Esta vez, Gata Infernal derrota a Puercoespín durante una batalla entre varios criminales y un grupo de aventureros que operan bajo los auspicios de los Defensores.
El Puercoespín va a prisión, pero pronto es liberado por los secuaces de Justin Hammer. El puercoespín acepta proporcionar a Hammer la mitad de las ganancias de sus actividades delictivas a cambio del apoyo financiero de Hammer. El Puercoespín se encuentra entre el pequeño ejército de criminales disfrazados que Hammer envía para atacar a Iron Man cuando este último apareció en la enorme sede de la "casa flotante" de Hammer. Iron Man derrota a todos estos criminales. Puercoespín pronto es despedido por Hammer.
Cansado de su larga serie de derrotas, Gentry decide abandonar su carrera como criminal disfrazado y vivir de los millones de dólares que espera recibir vendiendo su traje de batalla. Gentry rediseña por completo su traje de batalla de Puercoespín, haciéndolo mucho más letal que antes. Entra en negociaciones con la organización subversiva llamada Imperio Secreto para venderles el traje. El Imperio solicita una prueba de las capacidades del traje de batalla, por lo que Gentry intenta demostrarlo en la batalla contra el Capitán América. El Capitán América y su aliado Nomad derrotan al puercoespín y Gentry regresa a la cárcel.
En prisión, Gentry jura no volver a ser derrotado nunca más y asegurarse de que decida no volver a ponerse el traje de batalla de Puercoespín. Gentry pronto es liberado de prisión y se propone una vez más tratar de vender el traje de batalla. No logra encontrar compradores serios. Gentry intenta vendérselo al Imperio Secreto pero es atacado por Nomad.
Cuando la mayoría de los héroes desaparecieron debido a que participaron en las Guerras secretas de Beyonder, Puercoespín se une a Batroc y algunos otros villanos para luchar contra Caballero Luna y Guardia.
Puercoespín luego se une a una versión efímera de Legión Letal en su ataque masivo a los superhéroes de Nueva York. Es derribado por una impresora arrojada y golpeado por una explosión perdida de Unicornio.
Luego, Gentry intenta vender el traje a A.I.M., Hydra, Kingpin, Maggia, Tinkerer y, finalmente, a la Sociedad Serpiente, pero casi nadie lo quiere, y las pocas ofertas que recibe por él son insultantemente bajas. Desesperado, a Gentry se le ocurre la idea de vender el traje de batalla a Los Vengadores para evitar que caiga en manos de sus enemigos. El Capitán América está intrigado cuando Gentry menciona que se puso en contacto con la Sociedad Serpiente, a quien el Capitán América ha estado tratando de llevar ante la justicia. El Capitán América acepta que los Vengadores compren el traje de batalla si Gentry ayuda a llevarlo a los miembros de la Sociedad Serpiente. Gentry acepta los términos del Capitán América. El plan del Capitán América es que Gentry finja haberlo capturado y le ofrezca a la Sociedad Serpiente la oportunidad de matarlo. Gentry se pone en contacto con la Sociedad y hace arreglos para que algunos de sus miembros se reúnan con él en un sitio de construcción en el bajo Manhattan. Cuando salta la trampa, en el cuerpo a cuerpo que sigue, Gentry tropieza y, sin darse cuenta, se empala fatalmente en una de sus púas. El Capitán América ha enterrado a Gentry en una tumba reservada por los Vengadores para aquellos que han caído en la batalla y exhibe su traje de batalla en la Mansión de los Vengadores, etiquetado como "Armadura de batalla del Puercoespín - Enemigo honrado de los Vengadores".
Puercoespín aparece como uno de los testigos de la demanda de Trapster contra Tinkerer. Durante la pelea en la corte, She-Hulk se da cuenta de Puercoespín y le recuerda que se supone que está muerto. Al darse cuenta de que She-Hulk tiene razón, Puercoespín cae muerto.

### Roger Gocking
Roger Gocking usando la identidad de Puercoespín y la armadura de batalla aparece en Daughters of the Dragon #3. Puercoespín y otros villanos son atacados por Colleen Wing y Misty Knight, quienes buscaban información en el bar. Puercoespín es derribado rápidamente y arrojado al Doctor Bong.
Durante el evento de Civil War, es detenido junto a Anguila en San Francisco por los tres Escarabajos novatos y su líder, MACH-IV. Este grupo forma el Equipo A de los Thunderbolts Team A.
El Puercoespín aparece de nuevo en Thunderbolts #107 junto con Anguila, Doctor Octopus, Boomerang, Torbellino y otros que en equipos separados de los nuevos Thunderbolts se enfrentan a enormes hordas de personas empoderadas. Estas eran personas comunes empoderadas por una fuente de energía cósmica fuera de control llamada Universal Well Spring.
Durante la guerra del Doctor Doom con Wakanda por sus suministros de Vibranium, el extrabajador de Control de Daños Walter Declun emplea a Puercoespín en México para defender uno de los puestos de avanzada del Doctor Doom allí de Dora Milaje y Los 4 Fantásticos.
Puercoespín luego comienza a asistir a las reuniones de Super Villain Anonymous que se llevan a cabo en el sótano de la iglesia de St. Jude. Algún tiempo después, Puercoespín se ve obligado a cometer crímenes por su exesposa, Olivia, quien se había retirado a un refugio seguro para mujeres maltratadas física y emocionalmente porque no podía soportar el estrés del estilo de vida de Roger. Ella usa a su hija, Kalie, como rehén para forzar su cumplimiento. Después de localizar a sus seres queridos, Gocking decide reformarse y comienza a viajar por los Estados Unidos, resolviendo crímenes con Spider-Woman y Ben Urich. Una vez que nace Gerry, el bebé de Spider-Woman, Roger también se convierte en su niñera.
Con la esperanza de romper sus lazos criminales, Puercoespín le pide a Hobgoblin que lo libere de su contrato de franquicia y le permita comprar el equipo de Puercoespín directamente. En cambio, Hobgoblin intenta matar a Puercoespín con una bomba de calabaza para poder usar su equipo para futuros franquiciados. Roger está usando uno de los trajes de embarazo de alta tecnología de Spider-Woman, lo que le permite sobrevivir a la bomba, y comienza una relación con Spider-Woman. Los dos continúan cuidando a Gerry, quien descubren que también tiene los poderes de Spider-Woman.

## Poderes y habilidades
El Puercoespín original diseñó una armadura de batalla para sí mismo compuesta de acero y plásticos avanzados que mejoraron su fuerza y durabilidad. La armadura está equipada con una amplia variedad de armas ofensivas y defensivas incorporadas. La superficie exterior de la armadura está cubierta con proyecciones de metal con punta de navaja que se pueden disparar a los oponentes. Las otras capacidades de la armadura incluyen rayos láser, bombas de conmoción, pequeños cohetes, gas lacrimógeno, gas somnífero, cortinas de humo, llamas de soplete de acetileno, cemento líquido, ruedas que emiten luces hipnóticas y explosiones de electricidad de alto voltaje. El traje de batalla incluía jets de cinturón que le permitían volar distancias cortas. Gentry era un hábil mecánico automotriz y tenía una maestría en ingeniería.
La armadura del segundo puercoespín le da cierta resistencia a los ataques físicos y energéticos. El casco tiene un suministro de aire de 6 horas y lentes de visión nocturna. Las púas hacen daño al golpear a los oponentes. Sus chorros de arranque le permiten volar hasta 10 minutos. El puercoespín puede disparar tres bombas o tres bombas de gas noqueantes a la vez.
El poder de transformación ofensivo de Billy le permitió hacer brotar púas con punta de navaja de su cara, cuerpo y brazo derecho. Estos picos eran retráctiles, distorsionando el tejido de la piel para que pareciera acné. Podía disparar estos picos como proyectiles con fuerza letal. Billy también podía distorsionar su brazo izquierdo en una forma extendida y deforme con dedos y garras alargadas.

## En otros medios
La encarnación de Alexander Gentry de Puercoespín aparece en el episodio de She-Hulk: Attorney at Law (2022), "The Retreat", interpretado por Jordan Aaron Ford. Esta versión usa continuamente su traje y es parte de un retiro de meditación dirigido por Emil Blonsky llamado Summer Twilight.